# Europe, Middle East & Africa

EMEA op de wereldkaart

Europe Middle East & Africa (vaak afgekort tot EMEA) is in het internationale bedrijfsleven een veelgebruikte regionale indeling. Vooral Amerikaanse bedrijven hebben de neiging de wereld op te delen in enkele hoofdregio's:
- EMEA: Europa, het Midden-Oosten en Afrika. Deze regio wordt ook wel verder onderverdeeld:
  - MENA (Middle-East North Africa) De Arabische wereld
  - CIS: Het Gemenebest van Onafhankelijke Staten
  - DACH: Duitstalig Europa (Duitsland, Oostenrijk en Zwitserland), CH staat voor de Latijnse naam voor Zwitserland Confoederatio Helvetica
- APAC: Azië-Pacific, Regio Oost-Azië (Rusland uitgezonderd), Australië.
- NALA: (North America & Latin America) Canada,de Verenigde Staten en Latijns Amerika